# Geschwend (Wilhelmsthal)

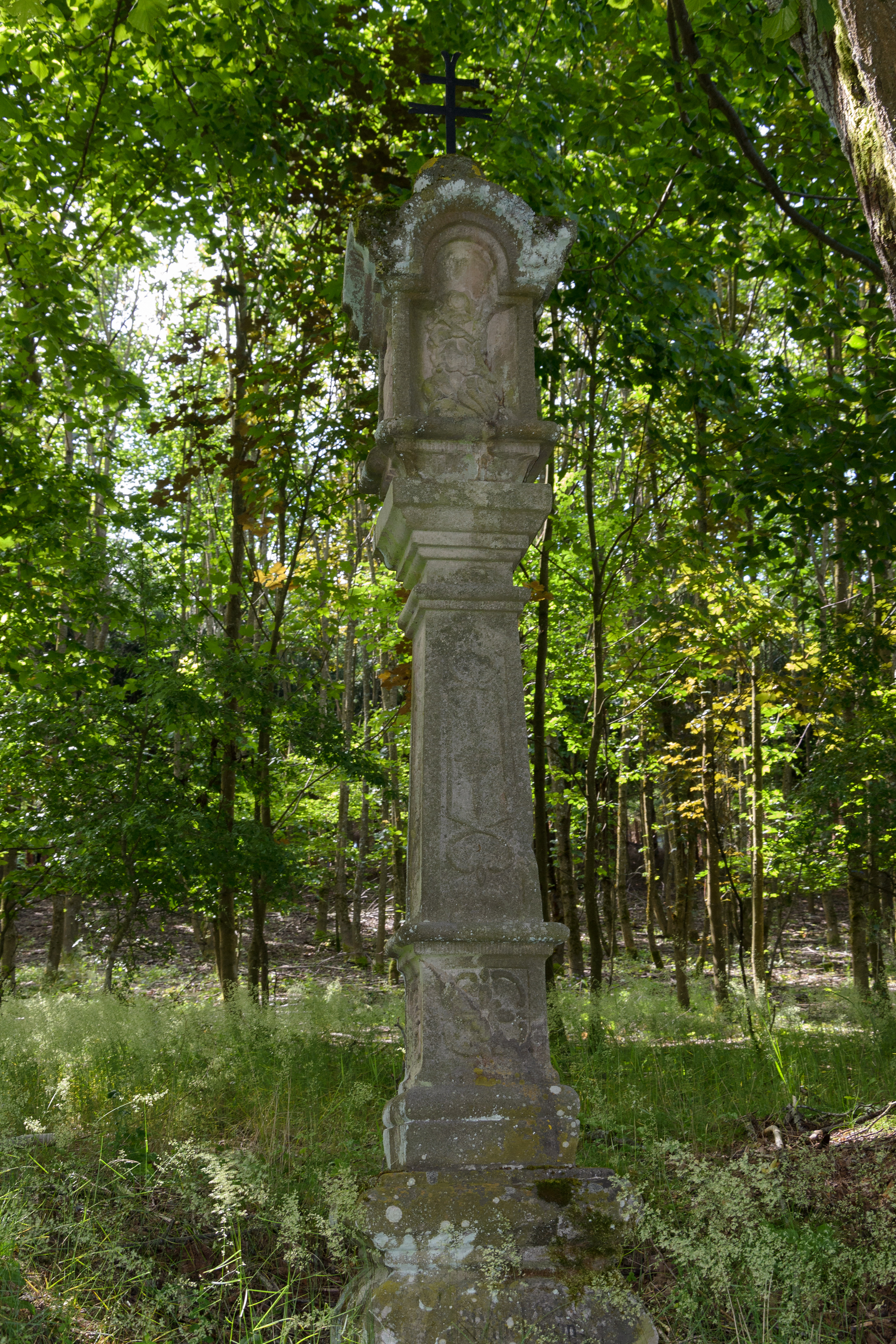
Bildstock

Geschwend ist ein Gemeindeteil der Gemeinde Wilhelmsthal im Landkreis Kronach (Oberfranken, Bayern).

## Geographie
Der Weiler liegt am Fuße der Bornhöhe (602 m ü. NHN, 0,6 km östlich). In Richtung Westen fällt das Gelände ins Kremnitztal ab. Eine Gemeindeverbindungsstraße führt nach Gifting zur Kreisstraße KC 3 (1,4 km südwestlich).

## Geschichte
Im Jahr 1565 wurde Geschwend erstmals urkundlich erwähnt. Es war eine Brandrodungssiedlung am Hang des Kremnitztales und bestand aus zwei Einödhöfen.
Gegen Ende des 18. Jahrhunderts gab es in Geschwend sechs Anwesen (ein Ganzhof, vier Halbhöfe, ein Einödgehöft). Das Hochgericht übte das bambergische Centamt Kronach aus. Die Grundherrschaft über alle Anwesen hatte das Rittergut Hesselbach.
Mit dem Gemeindeedikt wurde Geschwend dem 1808 gebildeten Steuerdistrikt Lahm und der 1818 gebildeten Ruralgemeinde Hesselbach zugewiesen. Am 1. Mai 1978 wurde Geschwend im Zuge der Gebietsreform in Bayern nach Wilhelmsthal eingegliedert.

### Baudenkmal
- Bildstock

### Einwohnerentwicklung
| Jahr      | 001818 | 001861 | 001871 | 001885 | 001900 | 001925 | 001950 | 001961 | 001970 | 001987 |
| Einwohner | 28     | 42     | 38     | 34     | 45     | 32     | 34     | 32     | 47     | 29     |
| Häuser    | 6      |        |        | 7      | 6      | 6      | 5      | 6      |        | 6      |
| Quelle    | [ 6 ]  | [ 8 ]  | [ 9 ]  | [ 10 ] | [ 11 ] | [ 12 ] | [ 13 ] | [ 14 ] | [ 15 ] | [ 1 ]  |

## Religion
Der Ort ist römisch-katholisch geprägt und nach St. Ägidius in Lahm gepfarrt.